# بيرينجير كرييف
برينجير كريف (بالفرنسية: Bérengère Krief) هي ممثلة كوميدية وفكاهية فرنسية، ولدت في 16 ابريل 1983 في ليون في فرنسا.

## فيلموغرافيا

### سينما

#### الأفلام الروائية
- 2013 : جوزفين دي أنياس عوبادية : كلوي
- 2016 : تقريب جوزفين بواسطة ماريلو بيري : كلوي
- 2016 : تبني أرمل فرانسوا ديزاغنات : مانويلا بودري
- 2017 : سيئة الطنانة بواسطة ستيفان كازاندجيان : صوفي
- 2018 : انتهت المدرسة بواسطة آن ديبيتريني : أجاث
- 2018 : صهر حياتي بقلم فرانسوا ديزاغنات : مريض ستيفان في الموجات فوق الصوتية
- 2019 : فيكتور وسيليا لبيير جوليفيه : لويز
- 2019 : عندما نبكي الذئب بواسطة ماريلو بيري : بولين بيفيدال
- 2020 : بروتوس ضد قيصر دي خيرون : ايريل

#### أفلام قصيرة
- 2004 : السيدة. ميرفي نيكولاس فيفيان : هيلين ميرفي
- 2008 : جروح أميت ك بابوا : جين
- 2009 : المكيدة من أرنو ديمانش : مساعد الصراخ
- 2011 : البطالة العاطفية لكاثرين فيلمينوت : ميلاني
- 2013 : كونك هومر سيمبسون من تأليف أرنو ديمانش : كاثرين
- 2014 : الفتيات العاملات ، هروب سيلفان فوزي العظيم : جليسة أطفال

#### الدبلجة
- 2013 :آل كروودز بواسطة كريس ساندرز وكيرك ديميكو : عيب (صوت فرنسي)
- 2016 : اللقالق من تأليف نيكولاس ستولر ودوغ سويتلاند : توليب (صوت فرنسي)
- 2020 : كروودز 2 : عيب (صوت فرنسي)

### التلفاز
- 2010 : شركة البطل ، : بريتني (3 حلقات)
- 2011 - 2012 : باختصار : مارلا
- 2012 : العرض الذهبي - كود المهبل
- 2013 : عرض بالما (يظهر في المسرحية الهزلية عندما يكون لديهم تاريخ )
- 2013 : إنها الأزمة سلسلة آن رومانوف : بيرنجير
- 2014 : احذروا الشرفاء في جيرار جورد اليوم : جيرمين انشيلوت
- 2018 : لم تكن متصورة المصغرة سلسلة من إريك فلت : جليزر
- 2020 مسلسل حكايتنا الموسم الأول الحلقة 5 الخامسة : العشاق الملعونون : نفسها

## روابط خارجية
- بيرينجير كرييف على موقع IMDb (الإنجليزية)
- بيرينجير كرييف على موقع ألو سيني (الفرنسية)
- بيرينجير كرييف على موقع قاعدة بيانات الفيلم (الإنجليزية)
- بيرينجير كرييف على موقع كينوبويسك (الروسية)